# Shemjáza
Shemjáza (arámiul: שמיחזה, görögül: Σεμιαζά), más néven Semihazah, Shemyazaz, Shemyaza, Sêmîazâz, Semjâzâ, Samjâzâ, Semyaza, és Shemhazai, a Virrasztók rendjéből való bukott angyal a kétes értékű zsidó és keresztény kultúrákban. A „Shemjáza” név jelentése „a név látott” vagy „látta a nevet”.

## Shemjáza és az ő társainak bűnei
Énok könyvében, Shemjáza a Virrasztóknak nevezett angyalcsoport vezetője, akik bűnös vágyaik miatt bukott angyalokká válnak.

„Erre Shemjáza, aki a vezérük volt, azt mondta nekik: „Félek, talán mégsem akarjátok majd véghezvinni e cselekedetet,  úgyhogy egyedül én fogom e nagy bűn terhét viselni.”Azok, válaszolva neki, ezt mondták: „Mindannyian megesküdünk; és fogadalommal kössük magunkat közös átkok alá, hogy ezen a terven nem változtatunk, hanem véghez visszük azt.”Ezután mind megesküdtek és a reá jövő átkok alá közösen kötötték magukat. 
(Énok 6:3-5)”

Shemjáza számos Virrasztót meggyőzött, hogy csatlakozzanak hozzá az emberekkel való paráználkodásban. Ennek eredményeképpen ő és a többi Grigori hatalmas utódokat nemzettek (akiket nephilimeknek neveztek), akik szörnyűségeket vittek véghez az embereken Jared idején. A Virrasztók másik bűne pedig az emberek különféle tudományokra való tanítása volt — főleg Azázelé, aki a hadviselés titkait tárta fel előttük, ami Isten haragját vonta maga után.

Gábriel arkangyal Isten utasítására háborút keltett az óriasáok között

„És Gábrielnek pedig mondá az Úr: „Menj a fattyúk és a semmirekellők ellen, a paráznaság gyermekei ellen: és pusztítsd el a Virrasztók gyermekeit az emberek közül: Küldd egyiket a másik ellen, hogy egymással harcolva pusztuljanak el: Mert nem adatik nekik hosszú élet!
(Énok 10:9)”

Legvégül Shemjáza és társainak büntetése is le van írva.

„És mondá az Úr Mikháelnak: „Menj, add tudtára Shemjázának és társainak, akik egybekötötték magukat az asszonyokkal, megfertőzve magukat minden tisztátalanságukkal, hogy velük (ti. asszonyokkal) pusztulnak el összes tisztátalanságukban. És amikor fiaik leölik egymást, és látták szeretteik pusztulását, (akkor) kösd meg őket szorosan, hetven nemzedék idejéig a föld mélységeiben, amíg eljön az ítéletük napja, végezetük idejéig, - amíg be nem teljesedik rajtuk az örök ítélet. Azokban a napokban tüzes szakadékba vezetik őket: kínok közepette bebörtönözik őket örök időkig. S attól a naptól fogva, ha valakit a vágy tüze hajt és romlottá lesz, velük együtt lesz az megkötözve az összes nemzedék elmúltáig. S örökre eltűnnek majd, midőn ítéletet hozok a végső napokon.
(Énok 10:11-14)”

Az óriások elpusztítása után, Noé özönvízét szabadította a világra, hogy a megromlott embereket elpusztítsa. (A Szent Biblia azt tanítja, hogy ezek azonban ott voltak az özönvíz előtt és után is.)

## Fordítás
- Ez a szócikk részben vagy egészben  a   Shemyaza című angol Wikipédia-szócikk fordításán alapul.  Az eredeti cikk szerkesztőit annak laptörténete sorolja fel. Ez a jelzés csupán a megfogalmazás eredetét és a szerzői jogokat jelzi, nem szolgál a cikkben szereplő információk forrásmegjelöléseként.